# مايكل هدسون (عالم سياسة)
مايكل هدسون (بالإنجليزية: Michael Hudson)‏ هو عالم سياسة أمريكي، ولد في 2 يونيو 1938.